# Фердінандо Фаріна
Фердінандо Фаріна (італ. Ferdinando Giulio Francesco Alberto Farina, 18 вересня 1877, Ла-Спеція - 3 лютого 1964, Рим) - італійський адмірал та політик

## Біографія
Фердінандо Фаріна народився 18 вересня 1877 року у Ла-Спеції. У 1891 році вступив до Військово-морської академії в Ліворно, яку закінчив у 1897 році у званні гардемарина. Ніс службу на борту крейсера «Марко Поло».
У 1899 році отримав звання лейтенанта. Брав участь в італійсько-турецькій війні.
Під час Першої світової війни отримавши звання капітана III рангу, командував ескадрою міноносців. У 1919 році отримав звання капітана II рангу. Ніс службу на суші, зокрема у військово-морському командуванні в Гаеті. У 1925 році отримав звання капітана I рангу і був призначений начальником штабу військово-морського командування в Неаполі, а у 1926-1927 роках - в Ла-Спеції.
Протягом 1926-1927 років був військово-морським аташе в посольстві Італії в Лондоні. Протягом 1929-1930 років командував крейсером «Анкона».
У 1932 році отримав звання контрадмірала і був призначений командувачем Арсеналу в Таранто. У 1933 році отримав звання дивізійного адмірала і був призначений в Дирекцію з озброєнь в міністерстві військово-морського флоту. Пізніше нетривалий час командував 1-ю дивізією крейсерів (крейсери «Фіуме» та «Горіція»), потім 3-ю дивізією крейсерів (крейсер «Трієсте»).
У 1936 році отримав звання ескадреного адмірала і протягом 1936-1938 років був командувачем військово-морського командування в Таранто. Був віце-президентом Вищої ради флоту. З 1939 року - інспектор з будівництва кораблів.
У 1939 році призначений сенатором. того ж року подав у відставку, але зі вступом Італії у Другу світову війну у 1940 році був повернутий на службу. Був членом комісії з укладення перемир'я з Францією.
Після капітуляції Італії у вересня 1943 року та звільнення Риму 4 червня 1944 рок був членом комісії, яка вивчала поведінку офіцерів під час фашистського правління.
Помер 3 лютого 1964 року у Римі.

## Нагороди

### Італійські
- Срібна медаль «За військову доблесть»
- Хрест «За військові заслуги»
- Кавалер Ордена Корони Італії
- Офіцер Ордена Корони Італії
- Командор Ордена Корони Італії
- Великий офіцер Ордена Корони Італії
- Кавалер Ордена Святих Маврикія та Лазаря
- Офіцер Ордена Святих Маврикія та Лазаря
- Командор Ордена Святих Маврикія та Лазаря
- Великий офіцер Ордена Святих Маврикія та Лазаря
- Пам'ятна медаль італійсько-турецької війни 1911—1912
- Пам'ятна медаль Італо-австрійської війни 1915—1918
- Медаль Перемоги
- Пам'ятна медаль на честь об'єднання Італії
- Маврікіанська медаль заслуг за 10 п'ятиліть бездоганною військової кар'єри

### Іноземні
- Орден Заслуг німецького орла (Німеччина)